# Ali Köken

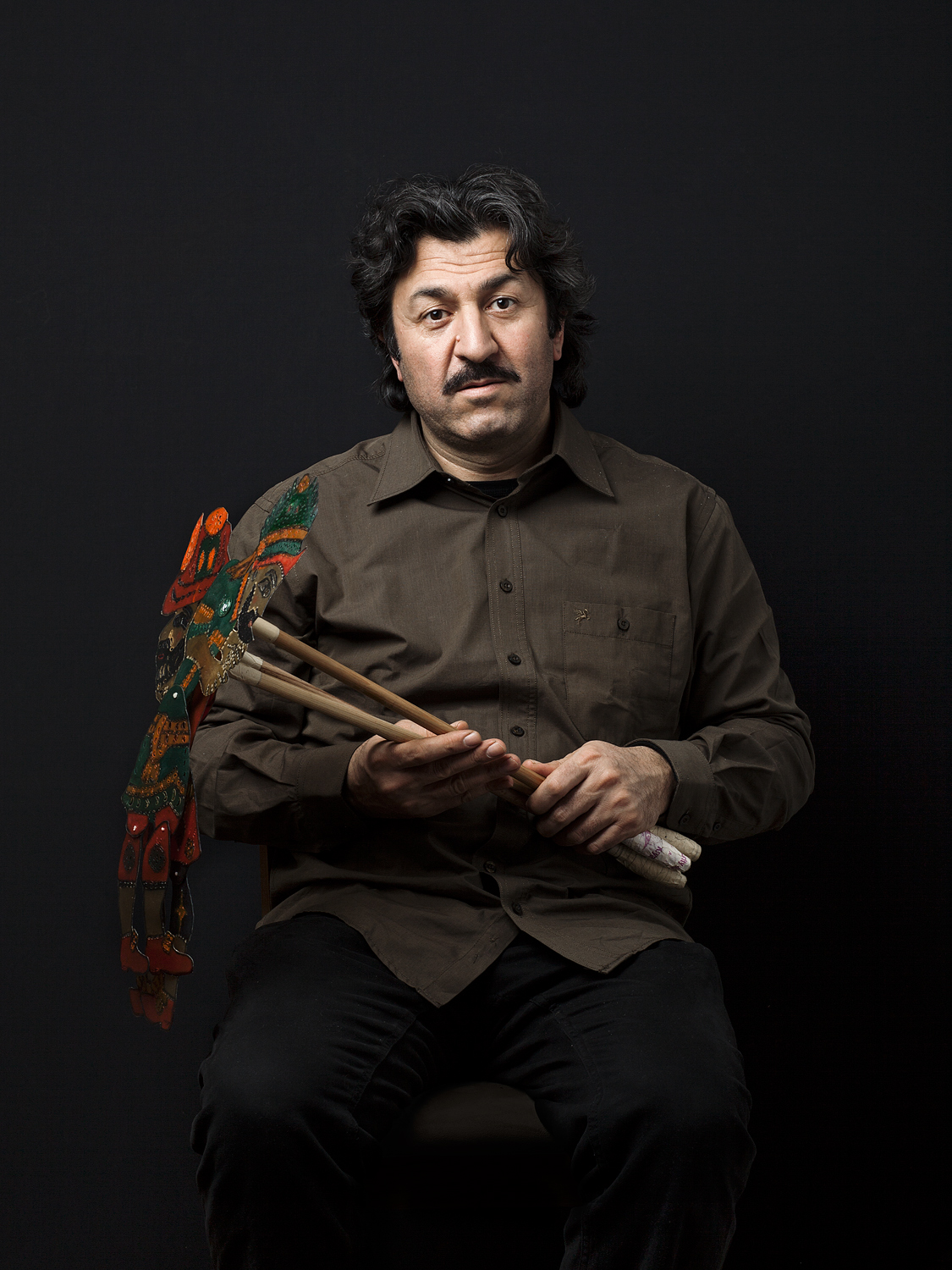
Ali Köken (2014)

Ali Köken (* 20. April 1967 in Afyon, Türkei) ist ein türkischer Karagöz- und Hacivat-Meister, Theaterschauspieler und -regisseur und Poet.

## Künstlerische Tätigkeit
Nach seiner schulischen Ausbildung zog er nach Deutschland und vollendete seine Bildung in Mönchengladbach als Theaterschauspieler. Als Schauspieler, Regisseur und Berater wirkte er in vielen Theatergruppen mit. Nach intensiven Recherchen und Studien zu Karagöz und Hacivat spezialisierte er sich auf diese und wurde Fachmann, sogenannter Meister, für diese Theaterformen.
2005 veröffentlichte er beim Anadolu Verlag eine Karagöz- und Hacivat-DVD.
In dem Film Islamische Feste in Deutschland: Ramadan, produziert vom Institut für Film und Bild in Wissenschaft und Unterricht, trat Ali Köken als einziger Meister aus Europa für Karagöz und Hacivat auf. In vielen örtlichen und überregionalen Fernsehsendern trat er auf und spielte Live-Karagöz und -Hacivat.
Außerdem gewann er für viele seiner selbst geschriebenen Gedichte Preise. Beim Magazin Platform wurde er 2008 als bester europäischer Lyriker geehrt. Zurzeit spielt er Meddah (Türkischer Stand-up) und Schattenspiel (Karagöz und Hacivat). Seine Gedichte werden von Musikern als Texte benutzt und auch weiterverarbeitet.

## Privatleben
Ali Köken wurde am 20. April 1967 im Dorf Konarı in Afyon geboren und zog schon mit jungen Jahren in den Stadtkern von Afyon, welches er im Jahre 1989 verließ und nach Deutschland zog.
Seit 1989 wohnt er in Grevenbroich.
Ali Köken ist verheiratet und Vater von zwei Söhnen. Wobei sein ältester Sohn (Erhan Köken) auch selbst Karagöz- und Hacivat-Meister ist.